# 132 (nombre)
Cet article concerne le nombre 132. Pour l'année, voir 132.
132 (cent-trente-deux ou cent trente-deux) est l'entier naturel qui suit 131 et qui précède 133.

## En mathématiques
Cent trente-deux est :
- Un nombre de Catalan.
- Un nombre Harshad.
- Un nombre oblong.
- Si vous prenez la somme de tous les nombres de deux chiffres que vous pouvez faire à partir de 132, vous obtenez 132 :

{\displaystyle 12+13+21+23+31+32=132\,}. 132 est le plus petit nombre avec cette propriété.
- Un auto nombre.

## Dans d'autres domaines
Cent trente-deux est aussi :
- Le numéro du colorant alimentaire de synthèse E132 (bleu) appelé indigotine.
- Années historiques : -132, 132.
- Ligne 132 (Infrabel).
- Fiat 132, une voiture italienne.